# Eliteserien 2017-2018 (calcio a 5)
La Eliteserien 2017-2018 è stato la 10ª edizione del campionato ufficiale norvegese di calcio a 5. La vittoria finale è andata al Sandefjord, che ha chiuso l'annata davanti al Sjarmtrollan ed al Vesterålen. Il Vegakameratene è invece retrocesso.

## Classifica
|  | Pos. | Squadra        | Pt | G  | V  | N | P  | GF | GS | DR  |
|  | ---- | -------------- | -- | -- | -- | - | -- | -- | -- | --- |
|  | 1.   | Sandefjord     | 37 | 16 | 11 | 4 | 1  | 65 | 35 | +30 |
|  | 2.   | Sjarmtrollan   | 35 | 16 | 11 | 2 | 3  | 70 | 38 | +32 |
|  | 3.   | Vesterålen     | 34 | 16 | 11 | 1 | 4  | 64 | 37 | +27 |
|  | 4.   | Utleira        | 32 | 16 | 10 | 2 | 4  | 48 | 29 | +19 |
|  | 5.   | KFUM Oslo      | 27 | 16 | 8  | 3 | 5  | 41 | 33 | +8  |
|  | 6.   | Hulløy         | 23 | 16 | 7  | 2 | 7  | 48 | 55 | -7  |
|  | 7.   | Vadmyra        | 11 | 16 | 3  | 2 | 11 | 43 | 64 | -21 |
|  | 8.   | Nord/Sprint    | 7  | 16 | 2  | 1 | 13 | 39 | 79 | -40 |
|  | 9.   | Vegakameratene | 1  | 16 | 0  | 1 | 15 | 21 | 69 | -48 |